# Levi-Civitův symbol
V matematice, a zvlášť v tenzorovém počtu, se Levi-Civitův symbol (pojmenovaný po italském matematikovi Tullio Levi-Civitovi), také nazývaný permutační symbol nebo antisymetrický symbol, definuje následovně:
{\displaystyle \varepsilon _{ijk}={\begin{cases}+1&{\mbox{je-li }}(i,j,k){\mbox{ rovno }}(1,2,3),(2,3,1){\mbox{ nebo }}(3,1,2),\\-1&{\mbox{je-li }}(i,j,k){\mbox{ rovno }}(3,2,1),(1,3,2){\mbox{ nebo }}(2,1,3),\\0&{\mbox{jindy, tj.: }}i=j{\mbox{ nebo }}j=k{\mbox{ nebo }}k=i,\end{cases}}}

Levi-Civitův symbol

tj. hodnota je 1 jestliže (i, j, k) je sudá permutace (1,2,3) a −1 jestliže je lichá.
Je pojmenován po italském matematikovi Civitovi. Používá se v mnoha oblastech matematiky a fyziky.
Například v algebře lze determinant 3×3 matice A napsat jako
{\displaystyle \sum _{i,j,k=1}^{3}\varepsilon _{ijk}a_{1i}a_{2j}a_{3k}}
(a podobně pro čtvercové matice libovolné velikosti, viz níže)
a vektorový součin dvou vektorů lze napsat jako determinant:
{\displaystyle \mathbf {a\times b} ={\begin{vmatrix}\mathbf {e_{1}} &\mathbf {e_{2}} &\mathbf {e_{3}} \\a_{1}&a_{2}&a_{3}\\b_{1}&b_{2}&b_{3}\\\end{vmatrix}}=\sum _{i,j,k=1}^{3}\varepsilon _{ijk}\mathbf {e_{i}} a_{j}b_{k}}
nebo jednodušeji:
{\displaystyle \mathbf {a\times b} =\mathbf {c} ,\ c_{i}=\sum _{j,k=1}^{3}\varepsilon _{ijk}a_{j}b_{k}}
Toto lze dále zjednodušit užitím Einsteinovy konvence.
Levi-Civitův symbol lze zobecnit na vyšší dimenze:
{\displaystyle \varepsilon _{ijk\ell \dots }=\left\{{\begin{matrix}+1&{\mbox{je-li }}(i,j,k,\ell ,\dots ){\mbox{ suda permutace}}(1,2,3,4,\dots )\\-1&{\mbox{je-li }}(i,j,k,\ell ,\dots ){\mbox{ licha permutace }}(1,2,3,4,\dots )\\0&{\mbox{jsou-li si 2 indexy rovny}}\end{matrix}}\right.}
Tudíž je rovno znaménku permutace v případě permutace, a nule jindy.
Tenzor, jehož komponenty jsou dány Levi-Civitovým symbolem (tenzor kovariantního rozsahu n), se někdy nazývá permutační tenzor. Ve skutečnosti se jedná o pseudotenzor, protože mění znaménko při nepřímé ortogonální transformaci (s jakobiánem −1, tj. rotace složené se zrcadlením). Protože Levi-Civitův symbol je pseudotenzor, výsledek vektorového součinu je pseudovektor a ne vektor.
Levi-Civitův symbol má vztah ke Kroneckerovu delta. Ve třech dimenzích je vztah dán následujícími rovnicemi:
{\displaystyle \varepsilon _{ijk}\varepsilon _{lmn}=\delta _{il}\delta _{jm}\delta _{kn}+\delta _{im}\delta _{jn}\delta _{kl}+\delta _{in}\delta _{jl}\delta _{km}-\delta _{il}\delta _{jn}\delta _{km}-\delta _{in}\delta _{jm}\delta _{kl}-\delta _{im}\delta _{jl}\delta _{kn}}
{\displaystyle \sum _{i=1}^{3}\varepsilon _{ijk}\varepsilon _{imn}=\delta _{jm}\delta _{kn}-\delta _{jn}\delta _{km}}
{\displaystyle \sum _{i,j=1}^{3}\varepsilon _{ijk}\varepsilon _{ijn}=2\delta _{kn}}
Navíc zřejmě platí, že
{\displaystyle \sum _{i,j,k,\dots =1}^{n}\varepsilon _{ijk\dots }^{2}=n!}.
vždy platí v n dimenzích (sčítáme přes všechny permutace třídy n).

## Příklady
1. Determinant {\displaystyle n\times n} matice {\displaystyle A=(a_{ij})} lze napsat jako
{\displaystyle \det A=\varepsilon _{i_{1}\cdots i_{n}}a_{1i_{1}}\cdots a_{ni_{n}},}
kde každé {\displaystyle i_{l}} se sečte přes {\displaystyle 1,\ldots ,n.}
Ekvivalentně můžeme napsat
{\displaystyle \det A={\frac {1}{n!}}\varepsilon _{i_{1}\cdots i_{n}}\varepsilon _{j_{1}\cdots j_{n}}a_{i_{1}j_{1}}\cdots a_{i_{n}j_{n}},}
kde nyní každé {\displaystyle i_{l}} a každé {\displaystyle j_{l}} se sečte přes {\displaystyle 1,\ldots ,n}.
2. Jestliže {\displaystyle A=(A^{1},A^{2},A^{3})} a {\displaystyle B=(B^{1},B^{2},B^{3})} jsou vektory v {\displaystyle R^{3}}, pak {\displaystyle i}tá komponenta jejich vektorového součinu je rovna
{\displaystyle (A\times B)^{i}=\varepsilon ^{ijk}A^{j}B^{k}.}
například první komponenta {\displaystyle A\times B} je {\displaystyle A^{2}B^{3}-A^{3}B^{2}}. Z výše uvedeného výrazu pro vektorový součin je zřejmé, že {\displaystyle A\times B=-B\times A}. Dále jestliže {\displaystyle C=(C^{1},C^{2},C^{3})} je vektor, podobně jako {\displaystyle A} a {\displaystyle B}, pak trojčlenný skalární součin
{\displaystyle A\cdot (B\times C)=\varepsilon ^{ijk}A^{i}B^{j}C^{k}.}
Z tohoto výrazu lze vidět, že trojčlenný skalární součin je antisymetrický vzhledem k výměně sousedních argumentů. Například {\displaystyle A\cdot (B\times C)=-B\cdot (A\times C)}.
3. Předpokládejme, že {\displaystyle F=(F^{1},F^{2},F^{3})} je vektorové pole definované na nějaké otevřené množině {\displaystyle R^{3}} s katézskými souřadnicemi {\displaystyle x=(x^{1},x^{2},x^{3})}. Pak {\displaystyle i}tá komponenta rotace {\displaystyle F} se rovná
{\displaystyle (\nabla \times F)^{i}(x)=\varepsilon ^{ijk}{\frac {\partial }{\partial x^{j}}}F^{k}(x).}